# 오치아이역 (홋카이도)
오치아이역(일본어: 落合駅)은 일본 홋카이도 소라치 군 미나미후라노정에 있는 홋카이도 여객철도 네무로 본선의 역이다. 역 번호는 T37이며, 2면 3선 복합 구조의 지상역이다.

## 역 주변
- 국도 제38호선

## 역사
- 1901년 9월 3일 : 도카치 선의 역으로서 개업.
- 1987년 4월 1일 : 민영화에 의해, 홋카이도 여객철도로 이관.
- 2024년 4월 1일 : 후라노역 ~ 신토쿠역 구간 폐선과 함께 폐역.

## 인접 정차역
| 홋카이도 여객철도 네무로 본선 | 홋카이도 여객철도 네무로 본선 | 홋카이도 여객철도 네무로 본선 |
| ----------------------------- | ----------------------------- | ----------------------------- |
| T36 이쿠토라 다키카와 방면    | 네무로 본선                   | 신토쿠 K23 구시로 방면        |